# Dagobert II
Dagobert II (född 650, död 23 december 679) fransk merovingisk kung. Son till Sigibert III.
Efter hans fars död 656 ville några makthavare att han skulle dödas, men han räddades ut ur landet av Grimoald I, och uppfostrades i vid det irländska klostret i Slane. År 675 kunde han, med stöd av Wilfrid, biskop i York, återta den austrasiska tronen.
Dagobert II mördades den 23 december 679 på order av Pippin den fete nära Stenay i Lorraine. Dagobert II ansågs vara ett helgon i den katolska kyrkan.